# Friedrich Walz (Pfarrer)
Friedrich Walz (geb. 16. Oktober 1932 in Schillingsfürst; gest. 27. September 1984 ebenda) war ein deutscher evangelischer Pfarrer und Kirchenlieddichter.

## Leben
Walz war 1959 Vikar in Traunstein mit Schwerpunkt Religionsunterricht und ab 1963 Pfarrer und Mitarbeiter des Jugendgottesdienst-Teams in Nürnberg. Seit 1973 war er Studentenpfarrer in Erlangen, später Beauftragter für Hörfunk und Fernsehen in München. Er war musikalisch geschult und Gründer und Leiter verschiedener Chöre. 1983 wurde bei ihm ein Hirntumor festgestellt, an dem er im Jahr darauf kurz vor Vollendung des 52. Lebensjahres starb.

## Lieder
Friedrich Walz hat etliche Lieder gedichtet und aus fremden Sprachen übertragen. In das Evangelische Gesangbuch wurden aufgenommen:
- Seht, die gute Zeit ist nah (EG 18)[3]
- Seht hin, er ist allein im Garten (EG 95)
- Komm, sag es allen weiter (EG 225)
- Hört, wen Jesus glücklich preist (EG Rheinland-Westfalen-Lippe und Reformiert)
- Kommt, wir teilen das Brot am Tisch des Herrn (EG Bayern-Thüringen und Österreich)
- Singt nun alle, singt mit uns (EG Bayern-Thüringen)

## Veröffentlichungen
- Die ganze Welt hat sich gefreut. Ein Weihnachtsbuch mit 24 Liedern aus aller Welt. Erlangen 1980, ISBN 3-87214-115-5 (internationale Weihnachtsmelodien mit deutschen Texten von Friedrich Walz).
- Das Leben ist der Weg. Gedanken für Zeit und Ewigkeit. Postum herausgegeben von Helmut Winter, München 1985, mehrere Neuauflagen, ISBN 3-532-62038-3.